# Sphinx gazé
Hemaris fuciformis · Sphinx du chèvrefeuille
Pour l'autre espèce appelée « Sphinx du chèvrefeuille », voir Hemaris diffinis.
Espèce
Le Sphinx gazé ou Sphinx du chèvrefeuille (Hemaris fuciformis) est une espèce paléarctique de lépidoptères de la famille des Sphingidae.

## Description

### Imago
Envergure : de 4 à 5 cm, aile antérieure longue de 17 à 20 mm.
Au moment de l'émergence de la chrysalide, les ailes sont recouvertes d'écailles brun rouge qui tombent lors du premier vol sauf au niveau des zones marginales qui restent brun rouge. Celles-ci sont nettement plus larges que celles de l'espèce proche Hemaris tityus.

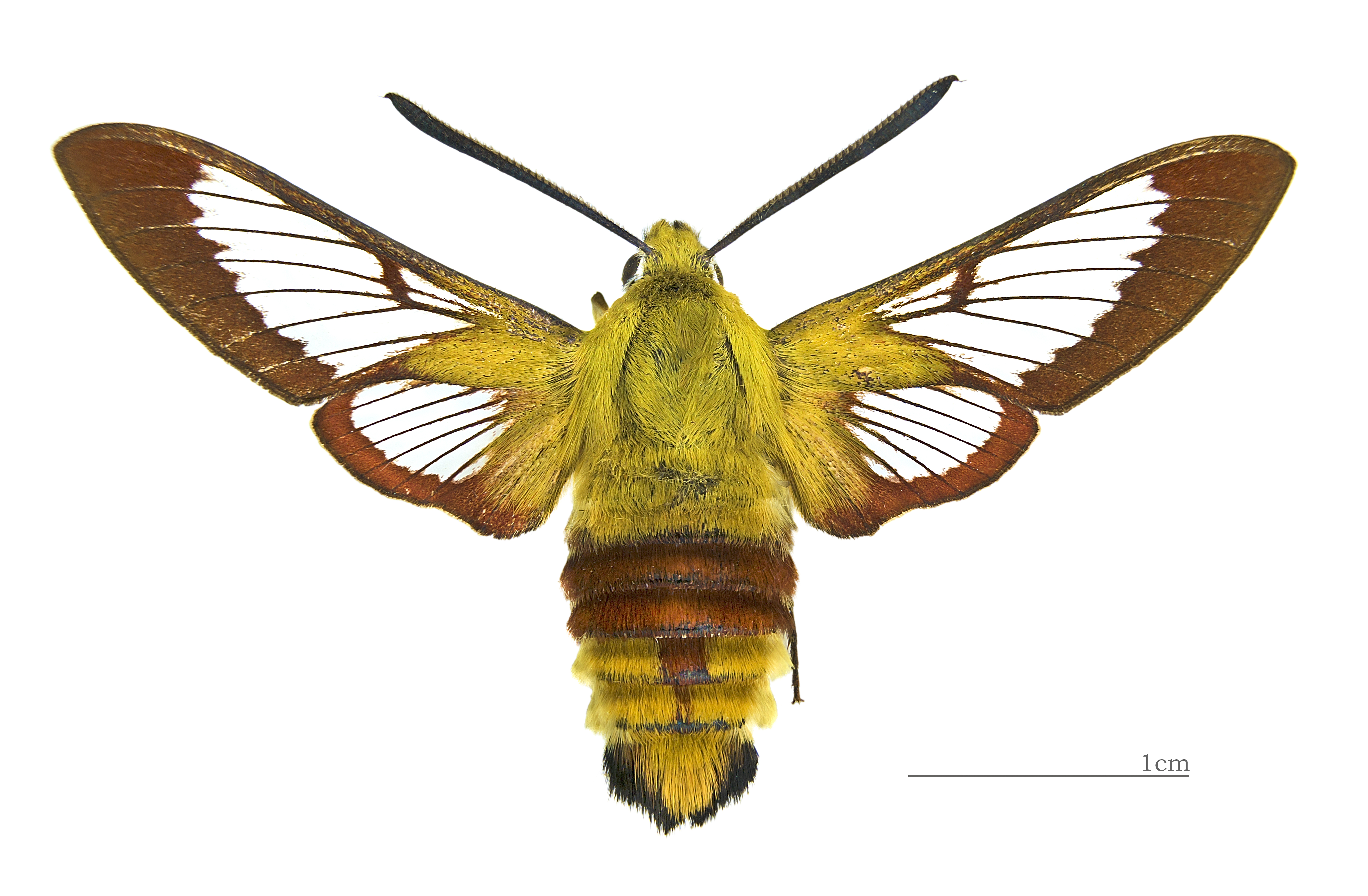
♂
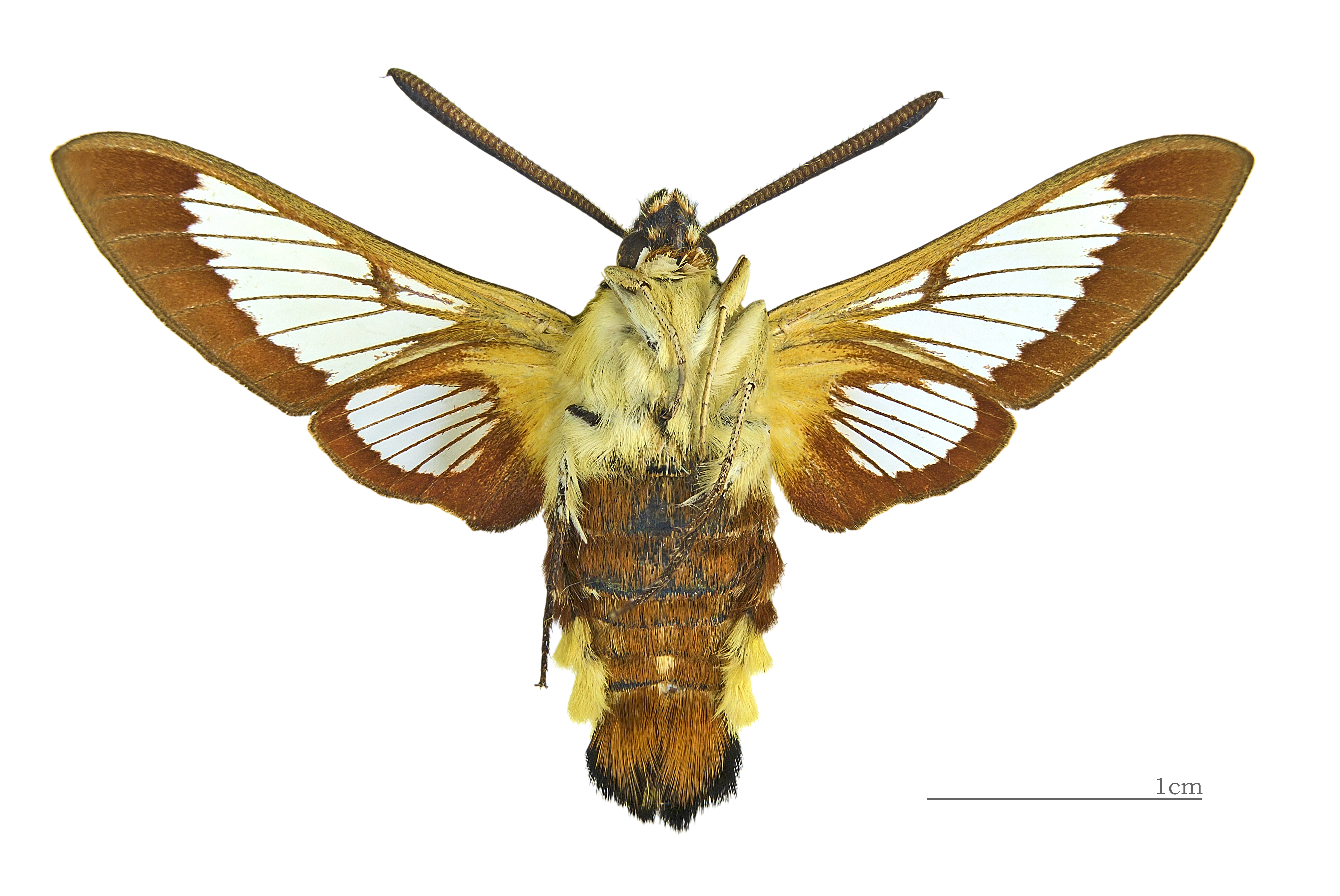
♂ △
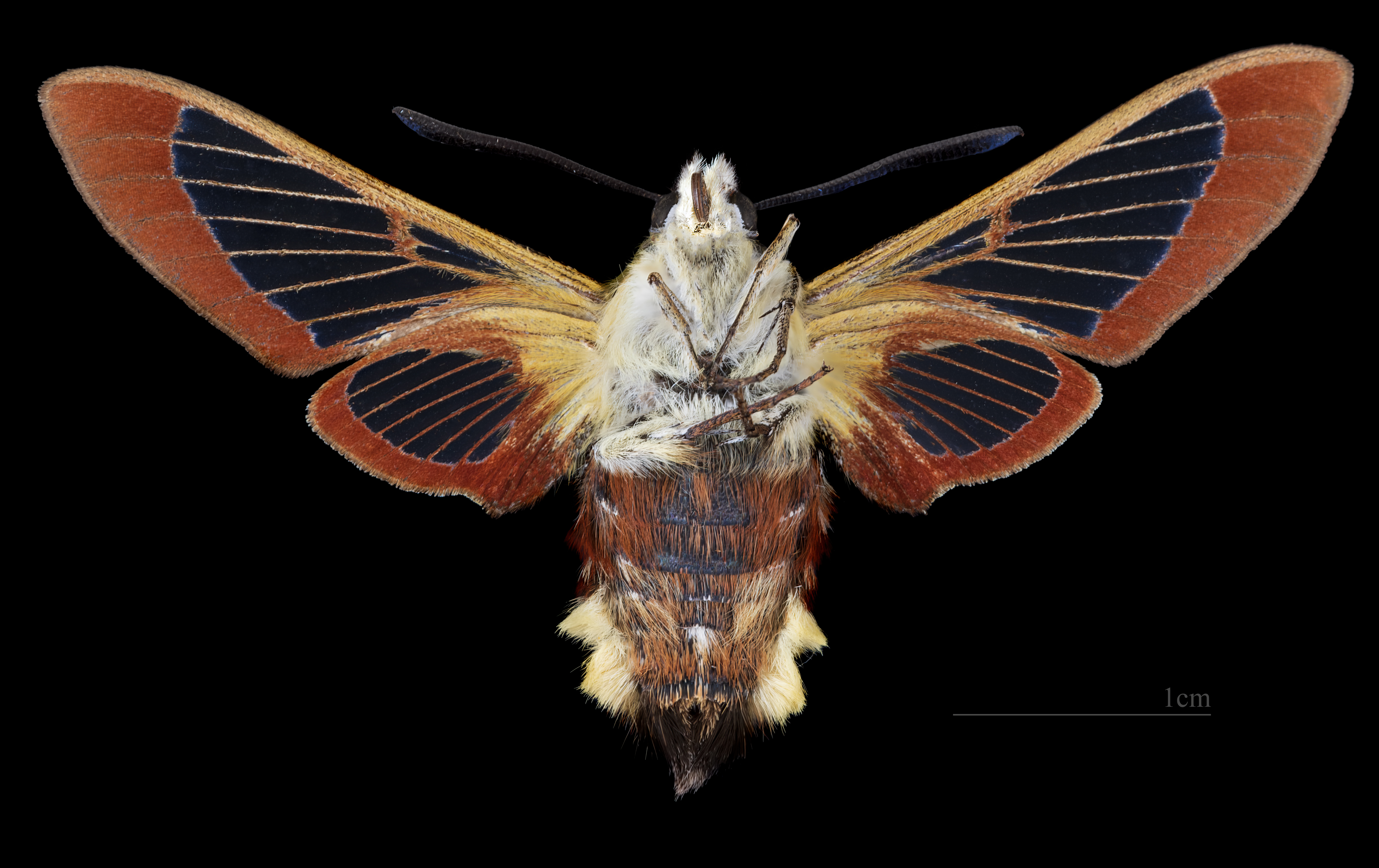
♀
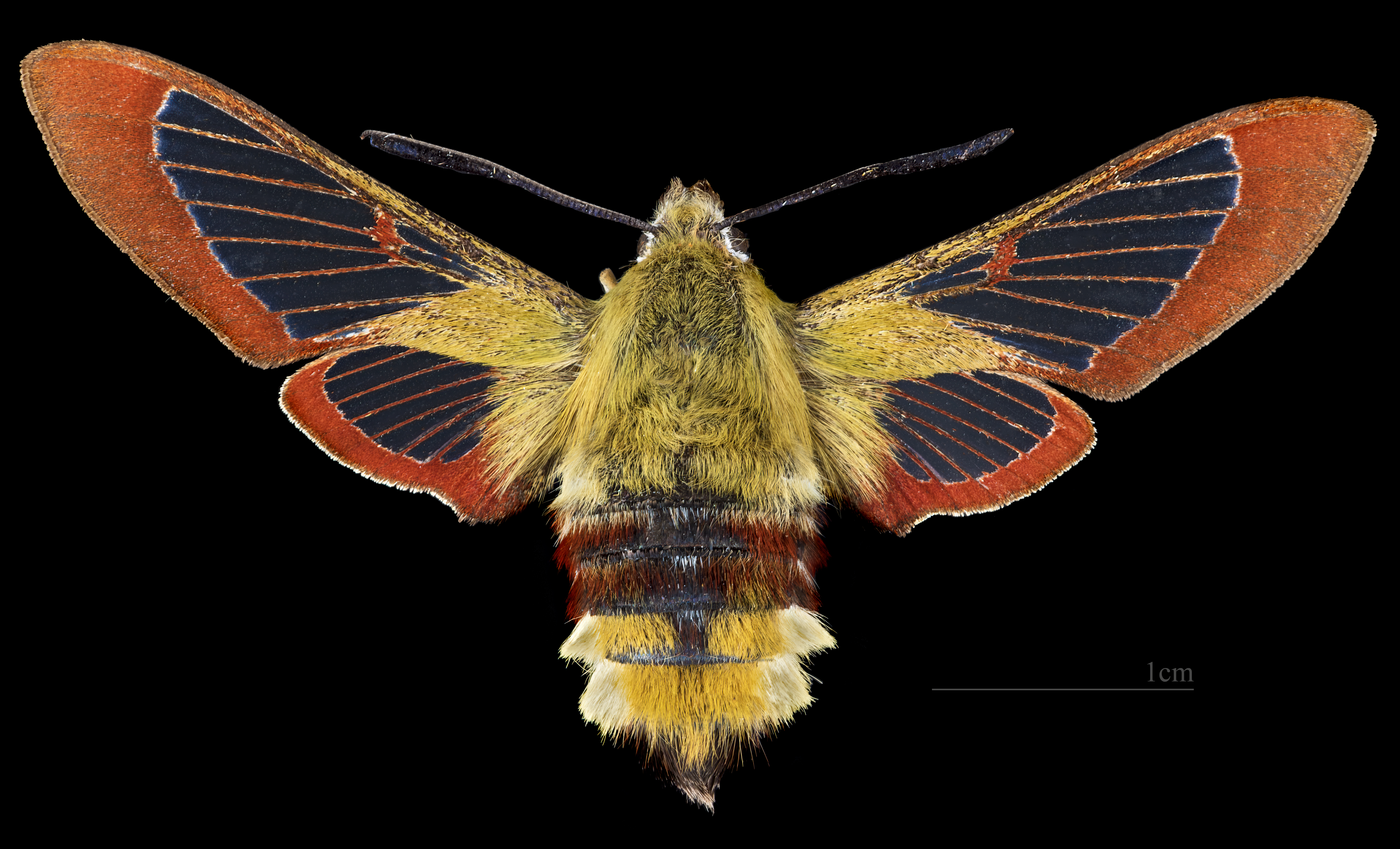
♀ △

### Chenille
Verte pointillée de blanc, munie d'une corne postérieure typique de nombreux sphingidés.

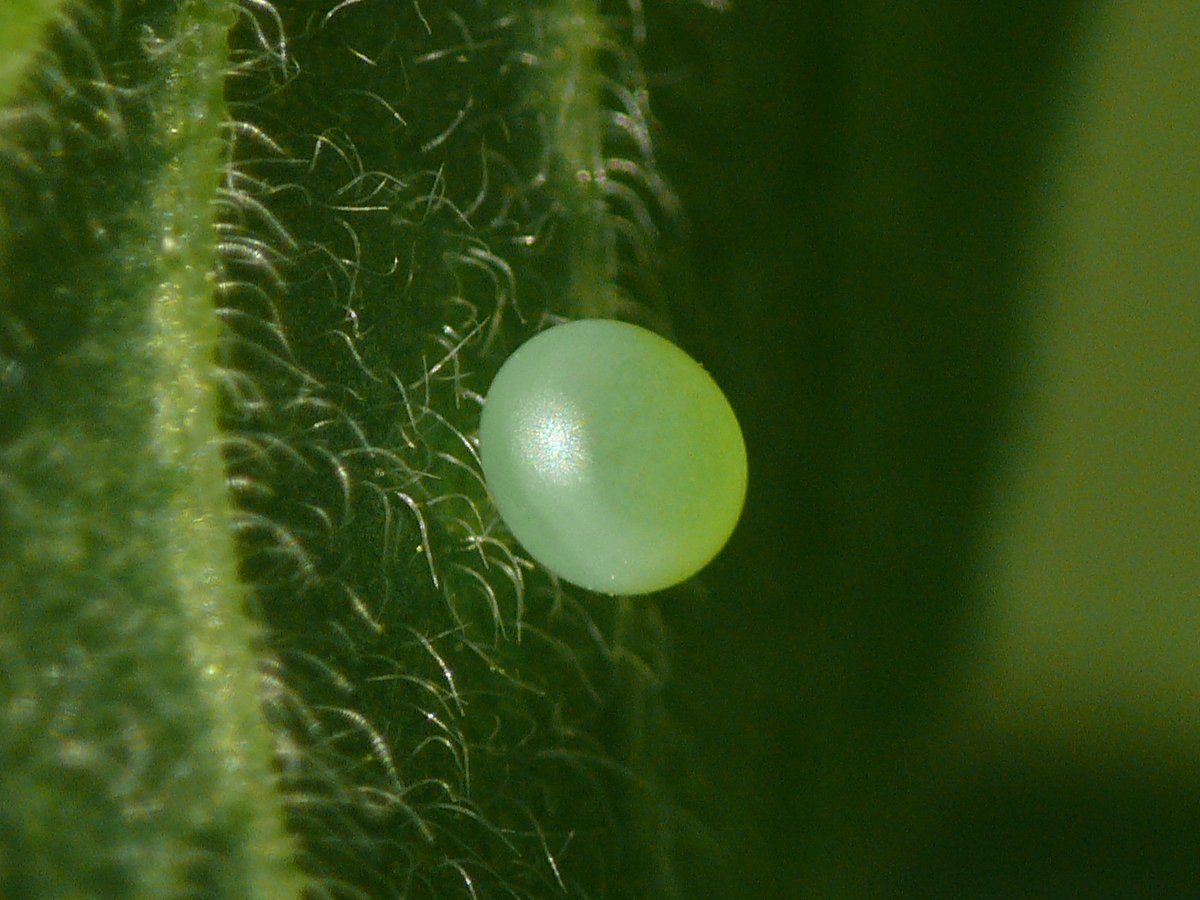
Œuf sur chèvrefeuille Lonicera xylosteum.
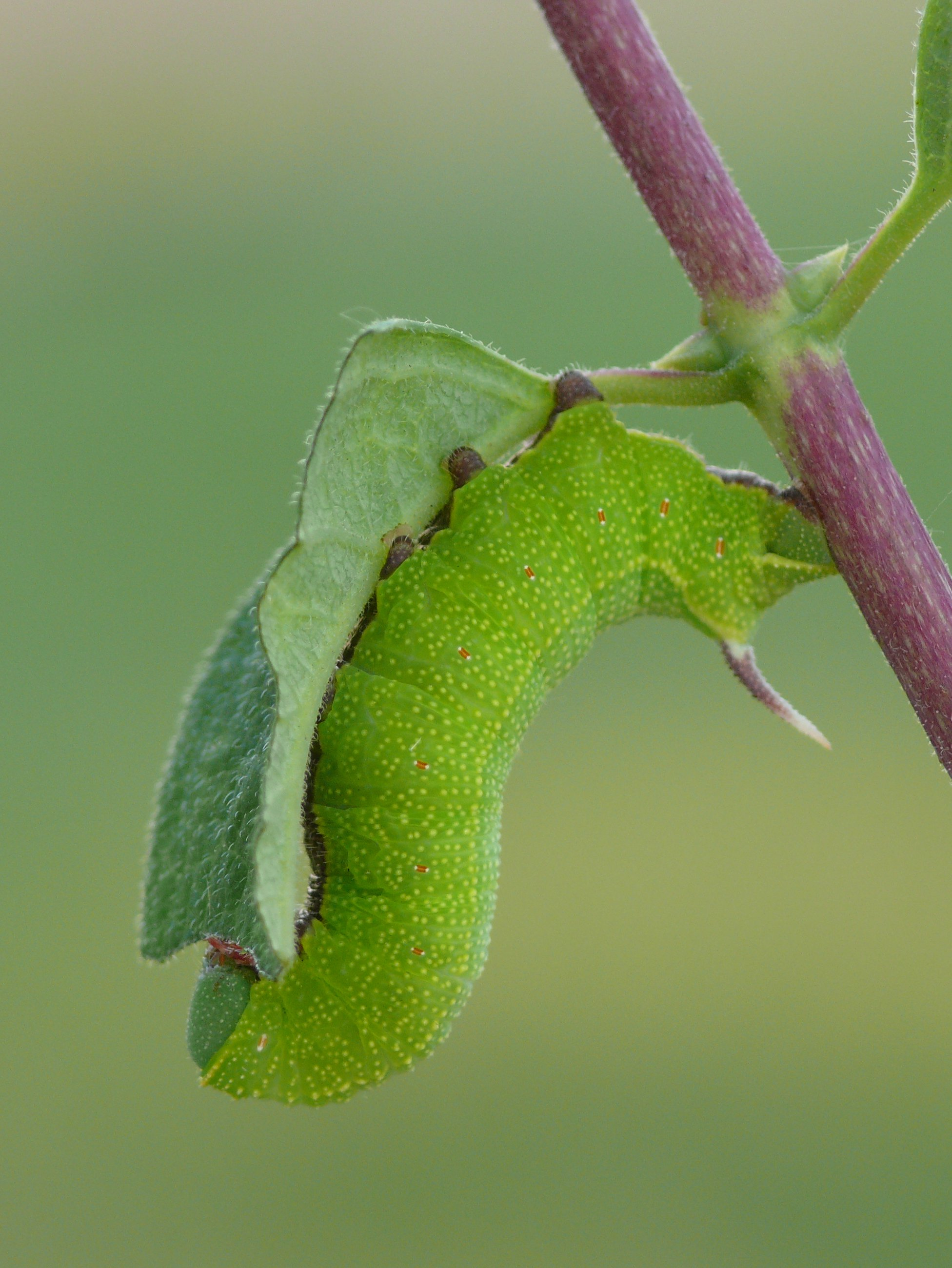
Chenille sur chèvrefeuille Lonicera xylosteum

## Répartition et habitat
Répartition
Régions paléarctiques (sauf dans le nord) : de l'Angleterre au Caucase et à l'ouest de la Sibérie. Connu de toute la France métropolitaine et de la Corse.
Habitat
Peut s'élever à plus de 2 000 mètres en montagne. Diurne, il vit dans les prairies fleuries, les clairières, le long des lisières et des chemins forestiers, les friches, les jardins ensoleillés où, à la manière d'un colibri, il butine en particulier les fleurs bleues et violettes (bugles, sauges, knauties, buddléia...).

### Période de vol
Les imagos volent habituellement en Europe de mai à juin (si univoltins), mais ils peuvent être présents également en août (si bivoltins, selon les régions).

### Plantes-hôtes
Les plantes-hôtes de la chenille sont presque uniquement des chèvrefeuilles (surtout Lonicera xylosteum et L. nigra).

## Noms vernaculaires
- En français : le Sphinx gazé[4],[5],[3], le Sphinx du chèvrefeuille[4],[5],[3] (nom qui désigne aussi l'espèce nord-américaine Hemaris diffinis), ou (plus rarement[3]) le Sphinx fuciforme[6].
- En anglais : Broad-bordered Bee Hawkmoth[7].

## Systématique
L'espèce Hemaris fuciformis a été décrite par le naturaliste suédois Carl von Linné en 1758, sous le nom initial de Sphinx fuciformis,.
Elle appartient à la famille des Sphingidae, à la sous-famille des Macroglossinae, à la tribu des Dilophonotini et à la sous-tribu des Hemarina. 
Elle est l'espèce type pour le genre Hemaris.

### Synonymie
- Sphinx variegata Allioni, 1766[9]
- Sphinx bombyliformis (Ochsenheimer, 1808)
- Macroglossa milesiformis Treitschke, 1834[10]
- Macroglossa lonicerae Zeller, 1869[11]
- Macroglossa caprifolii Zeller, 1869 [11]
- Macroglossa robusta Alphéraky, 1882[12]
- Hemaris simillima Moore, 1888[13]